# Aeroportul Jiroft
Aeroportul Jiroft (IATA: JYR, ICAO: OIKJ) este un aeroport din Jiroft, Central District⁠(d), Jiroft County⁠(d), Kerman⁠(d), Iran ce deservește zona Jiroft. A fost numit după zona deservită.
Situat la o altitudine de 812 m, aeroportul dispune de o singură pistă.